# Ketonhydrate
Ketonhydrate (geminale Diole) sind meist instabile Produkte der Addition von Wasser (Hydratisierung) an ein Keton.

## Eigenschaften und Beispiele

Ninhydrin, ein Ketonhydrat

Das Additionsgleichgewicht liegt in der Regel auf der Seite der Reaktanden Wasser und Keton, siehe Erlenmeyer-Regel. Elektronenziehende Substituenten stabilisieren jedoch das Ketonhydrat. Ninhydrin ist ein Beispiel für ein relativ stabiles Ketonhydrat.
Ein weiteres Beispiel ist das stark akzeptorsubstituierte Hexafluoraceton, das auch als Hydrat vorliegt.